# Snorri Touren
Snorri Touren is een darkride in het Duitse attractiepark Europa-Park en staat in het themagebied Scandinavië.
De darkride werd tegelijkertijd gebouwd met de opbouw van het themagebied dat deels verwoest werd na een brand in 2018. De periode vanaf het idee tot aan de opening van de darkride besloeg een jaar. Wat vrij snel is voor soortgelijke attracties. Aan de bouw werkten onder andere MACK Rides en Jora Vision mee. De darkride staat in het teken van de onderwaterwereld, waarin mascotte Snorri, een octopus, een grote rol speelt. Snorri is een verwijzing naar het zwemparadijs Rulantica, waarvan het ook de mascotte is.
Het transportsysteem van de darkride zijn gedecoreerde voertuigen die een parcours volgen. Langs het parcours staan diverse voorwerpen en animatronics opgesteld die naar de onderwaterwereld verwijzen. De rit wordt verstrekt met 3D-, geluids- en lichteffecten.
Lijst van attracties in Europa-Park